# Всё зависит от нас
«Всё зависит от нас» — песня певицы Ёлки. Написана Алексеем Ракитиным специально как саундтрек к фильму «Подарок с характером». Сингл и музыкальное видео выпущены 23 апреля 2014 года на лейбле Velvet Music. В 2015  году песня вошла в альбом «#Небы».

## Предыстория
Ёлка, прославилась не одним саундтреком к отечественным кинолентам. За плечами популярной артистки песни к фильмам «Скалолазка» и «Любовь с акцентом». Украсить своим очередным музыкальным шедевром 31-летняя Ёлка решила и новую семейную комедию Михаила Галустяна «Подарок с характером».

## Участники записи
- Ёлка — вокал, бэк-вокал
- Алексей Ракитин — автор песни
- Ольга Романова — визажист
- Velvet Music — лейбл артиста

## История релиза песни
| Регион | Дата           | Формат               | Лейбл        |
| ------ | -------------- | -------------------- | ------------ |
| СНГ    | 23 апреля 2014 | Радиоротация         | Velvet Music |
| Россия | 23 апреля 2014 | Цифровая дистрибуция | Velvet Music |

## Чарты
| Год  | Название             | Чарты                      | Чарты                              | Чарты                                 | Чарты                                       | Чарты                               | Чарты                             | Чарты                      | Чарты  | Чарты                      |     |
| Год  | Название             | СНГ (Tophit Общий Топ-100) | Россия (Tophit Московский Топ-100) | Россия (Tophit Волгоградский Топ-100) | Россия (Tophit Санкт-Петербургский Топ-100) | Украина (Tophit Украинский Топ-100) | Украина (Tophit Киевский Топ-100) | Audience Choice TopHit 100 | Латвия | СНГ (Tophit Годовой общий) |     |
| ---- | -------------------- | -------------------------- | ---------------------------------- | ------------------------------------- | ------------------------------------------- | ----------------------------------- | --------------------------------- | -------------------------- | ------ | -------------------------- | --- |
| 2014 | «Всё зависит от нас» | 22                         | -                                  | 2                                     | -                                           | -                                   | 9                                 | -                          | 1      | -                          | TBA |

«—» — песня отсутствовала в чарте